# 埃斯梅拉达-雅鲁罗语系
埃斯梅拉达–雅鲁罗语系（Esmeralda–Yaruro）是委内瑞拉和厄瓜多尔两种未分类语言的假设语系：雅鲁罗语有6千使用者，埃斯梅拉达语已灭绝。它们的关系很远，但Kaufman (1990)发现了可信的证据，Campbell (2012)相信这一联系是确凿的。:59–166